# Doa ampla
Doa ampla là một loài bướm đêm thuộc họ Doidae. Loài này có ở miền tây Texas và Colorado tới Arizona, phía nam into México.
Sải cánh dài khoảng 37 mm.
Ấu trùng ăn feeding on the leaves of Stillingia texana. They probably feed on other Stillingia species as well.